# 微观语言学
微观语言学（Microlinguistics）是相对于宏观语言学（Macrolinguistics）而言的，微观语言学（Microlinguistics）包括语音学，音韵学，形态学，句法学，语义学和语用学。 宏观语言学（Macrolinguistics）包括社会语言学，心理语言学，神经语言学，文体学，语篇分析学，计算语言学，认知语言学，应用语言学。由于紧扣微观语言学（Microlinguistics）和宏观语言学（Macrolinguistics）两大主线，便于从语言学的整个范围系统地把握其各个分支学科之间的关系，因此，当代语言学研究首先可以划分为微观语言学（Microlinguistics）和宏观语言学（Macrolinguistics）两大范畴或基本领域。

## 外部連結
- Microlinguistics（微观语言学）and(和)Macrolinguistics（宏观语言学）